# Pambabilonismo

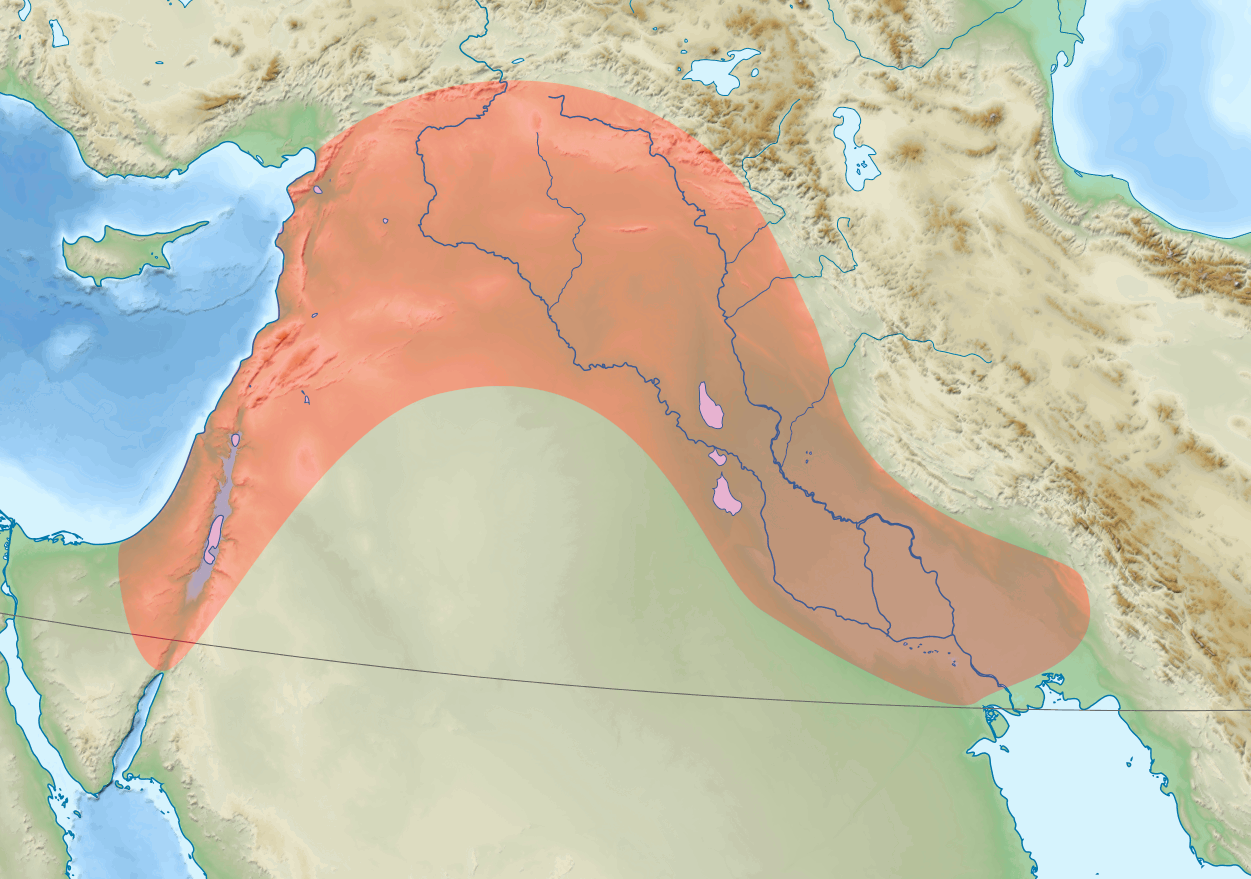
Mapa del "Creciente fértil". El pambabilonismo sostiene que los antiguos israelitas/hebreos (en el oeste) fueron influenciados por la mitología de los antiguos mesopotámicos (al norte y este).

El pambabilonismo (en muchas fuentes también panbabilonismo) es una escuela de pensamiento dentro de la asiriología y los estudios religiosos que considera al Tanaj y al judaísmo derivados de la mitología mesopotámica, más exactamente la presentada en Babilonia. Aparece a finales del siglo xix, ganó popularidad a comienzos del siglo xx, defendida principalmente por Alfred Jeremias. Las posturas presentadas en este marco aún son importantes en los estudios mitológicos, dadas las similitudes entre los mitos en una Biblia comparativamente joven y mitos más antiguos de las antiguas mitologías mesopotámicas.

## Visión general
Una escuela relacionada de pensamiento es la escuela Biblia-Babel, que consideraba a la Biblia hebrea y al judaísmo derivados directamente de la mitología mesopotámica (babilónica); ambas son formas de hiperdifusionismo en la arqueología.
Ambas teorías fueron populares en Alemania, con la cumbre del Pambabilonismo desde finales del siglo XIX a la Primera Guerra Mundial. Los defensores principales fueron Friedrich Delitzsch, Peter Jensen, Alfred Jeremias y Hugo Winckler.
El pensamiento pambabilonista desapareció mayormente de las investigaciones legítimas tras la muerte de uno de sus mayores defensores, Hugo Winckler. Las  afirmaciones de la escuela fueron ampliamente desacreditadas por argumentos astronómicos y cronológicos de Franz Xaver Kugler, un sacerdote jesuita.

## Mitos de creación

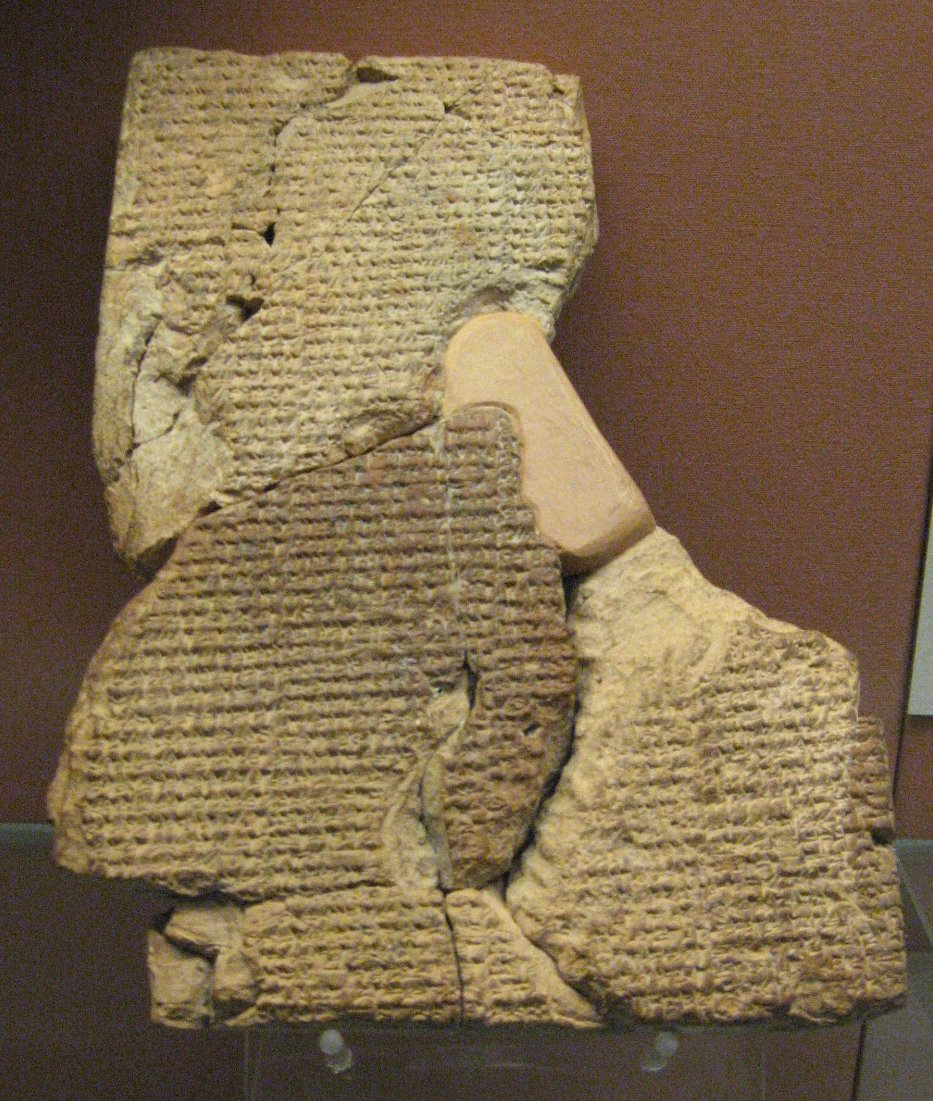
El mito de Atrahasis en una tablilla con texto en cuneiforme en el museo Británico.

Los pambabilonistas consideran que el mito en el libro del Génesis viene de mitos de creación mesopotámicos más antiguos. Los mitos de creación mesopotámicos se registran en el Enûma Eliš (o Enuma Elish), el Atrahasis, el Génesis de Eridu y el cilindro de Barton. Aunque los argumentos son distintos, hay similitudes entre los mitos mesopotámicos y judíos.
Al comienzo de ambos mitos, el universo es amorfo y no hay nada más que agua. En el comienzo del Enûma Eliš, están Abzu (agua dulce) y Tiamat (agua salada), que se mezclan entre sí. En el comienzo del Génesis bíblico, "La tierra era un caos total, las tinieblas cubrían el abismo" y el dios judío Yahvé está "sobre la superficie de las aguas" (Génesis 1:2). Se ha argumentado que la palabra hebrea para "la profundidad", tehom, es un cognado con tiamat.
En el Enûma Eliš, hay seis generaciones de dioses, creados uno tras otro. Cada dios se asocia con algo, como el cielo o la tierra. Esto se compara con los seis días de la creación en el Génesis, donde Elohim (plural) crea una cosa distinta cada día.
En el Enûma Eliš, el dios de la sexta generación Marduk se reúne con los otros dioses y decide convertir a la humanidad en sus siervos para que los dioses puedan descansar.
En ambos mitos, día y noche preceden la creación de cuerpos luminosos (Génesis 1:5, 8, 13, y 14ff.; Enûma Eliš 1:38), cuya función es proporcionar luz y marcar el tiempo (Génesis 1:14,  Enûma Eliš 5:12–13)
Los días de la semana y sus implicaciones rituales del Génesis 1:5-2, 3 pueden compararse a Atrahasis, que describe que el dios creador Enki prescribe la evolución del calendario semanal. Como en el Génesis, el séptimo día se considera el fin de la semana, que consiste en seis días comunes. Para los babilonios, el primer, séptimo y decimoquinto día del mes eran días sagrados y cada mes duraba cinco semanas de siete días.
El Enûma Eliš presenta a Marduk situando las constelaciones en su lugar en vez de estar limitado por sus movimientos como todos los dioses anteriores. La idea henoteísta de que un dios tiene el control sobre el movimiento de las estrellas, que representaban a los otros dioses, aparece como una transición al monoteísmo bíblico.

### Cosmografía
En la cosmografía del Génesis, del antiguo Oriente Próximo, se consideraba a la Tierra como un disco plano que flotaba en el agua. Esta Tierra como disco plano era considerada como un gran supercontinente rodeado por un superocéano, en el que los océanos conocidos —los ahora llamados mar Mediterráneo, golfo Pérsico y mar Rojo— eran calas. La Tierra, el mar que lo rodeaba, y el aire (o cielo) superior se consideraban interiores a una gran hemisfera, y esta estaba rodeada por agua. Se pensaba que la cúpula de la hemisfera (el firmamento) era como un cuenco invertido (según los sumerios, hecho de estaño, o hierro, según los egipcios) con las estrellas incrustadas en él. El mar de agua dulce bajo la Tierra era la fuente de todos los manantiales, ríos y pozos.
Tanto en el Enûma Eliš como en el Génesis, un dios crea este hemisferio dentro del agua. En Génesis 1:6, Elohim dice: "Haya expansión en medio de las aguas, y separe las aguas de las aguas." y crea una tierra seca en su interior. En el Enûma Eliš, Marduk corta a Tiamat en dos para hacer los cielos por encima y la Tierra por debajo.

## Epopeya de Gilgamesh y Génesis
La Epopeya de Gilgamesh es un poema épico de la antigua Mesopotamia. Sus poemas más antiguos datan de la Tercera Dinastía de Ur (circa 2100 a. C.). El libro XI de la Epopeya de Gilgamesh contiene historias de creación y diluvio que tienen muchos elementos comunes con el Libro del Génesis. Uno de esos poemas menciona el viaje de Gilgamesh para conocer al héroe del diluvio, así como una versión corta de la historia del diluvio.

### Datación de las historias
Los segmentos que tratan de Utnapishtim pueden provenir de un periodo posterior, como el mito del diluvio que pudo originarse de una inundación del Éufrates en torno al 1900 a .C. que afectó varias ciudades, incluida Shuruppak, una localización principal de la historia. Una posible fuente primitiva para las historias de creación y diluvio puede ser el poema épico de Atrahasis, cuyas tablillas se datan del 1650 a. C.

### Fracaso en la obtención de la inmortalidad
En ambas historias hay una planta que puede otorgar la inmortalidad y una serpiente que evita que los personajes la obtengan. En la Epopeya de Gilgamesh, Gilgamesh encuentra una planta que puede restaurar la juventud, pero una serpiente se la arrebata.: 37  En el Génesis, Yahvé les dice a Adán y a Eva que no coman la fruta del Árbol del Conocimiento en el Jardín del Edén diciendo que morirán si lo hacen (Génesis 3:2-3). Sin embargo, la serpiente convence a Adán y Eva a comer del árbol, diciéndoles "No moriréis; sino que sabe Dios que el día que comáis de él, serán abiertos vuestros ojos, y seréis como Dios, sabiendo el bien y el mal" (Génesis 3:4-5). Yahvé entonces expulsa a Adán y a Eva del Jardín del Edén, para evitar que coman también del Árbol de la Vida y vivan para siempre (Génesis 3:22-23).
En otra leyenda mesopotámica, un hombre mítico llamado Adapa evita inconscientemente la inmortalidad. El primer testimonio de la leyenda se sitúa en el periodo casita (siglo XIV a. C.). Hay tres paralelismos principales entre las leyendas de Adapa y Adán. Ambos pasan una prueba ante un dios basado en algo que han comido; ambos fracasan y por lo tanto no obtienen la inmortalidad; su fracaso tiene consecuencias para la humanidad. El dios Enki/Ea le cuenta a Adapa que vaya al cielo para pedirle perdón al dios Anu, pero le advierte que morirá si come la comida del cielo. Cuando Adapa rechaza la comida de Anu, este le cuenta que no era la comida de la muerte sino de la inmortalidad, mandando de nuevo a Adapa a la Tierra. De igual manera, en el Génesis, Yahvé le cuenta a Adán que morirá si come del Árbol del Conocimiento. Cuando Adán come del árbol, es expulsado del Edén para evitar que obtenga la inmortalidad al comer del Árbol de la Vida (Génesis 3:22-23).

### Pérdida de inocencia
En el comienzo, tanto Enkidu como la pareja del Edén vivían en armonía con la naturaleza. Vivían desnudos entre los árboles y la fauna y eran ingenuos. Sin embargo, esa inocencia se pierde cuando cada uno hace algo que lo saca de la armonía con la naturaleza.: 37 
En la Epopeya de Gilgamesh, Shamhat es enviado a civilizar a Enkidu. Después de tener sexo y pasar juntos la semana, los animales salvajes ya no responden a Enkidu como hacían antes. Shamhat proclama que Enkidu se ha vuelto "sabio" y "como un dios". Ella le hace ropa y lo introduce a la dieta humana. En su última fase de su civilización, Enkidu viaja a la gran ciudad de Uruk donde le esperan nuevos placeres y experiencias. Sin embargo, en el Génesis, la pérdida de la inocencia de Adán y Eva se muestra como algo malo. La serpiente les cuenta a Adán y Eva que se volverán "como Dios" si comen la fruta del Árbol del Conocimiento. Cuando lo hacen, se dan cuenta de que están desnudos y se esconden de vergüenza (Génesis 3:7-8). Yahvé entonces les hace ropas (Génesis 3:21) y los condena a una vida dura (concretamente, agricultura y parto) fuera del Jardín.

### Gran diluvio
La 11.ª tablilla de la Epopeya de Gilgamesh contiene el mito del diluvio de Utnapishtim y tiene varios paralelismo al mito del diluvio de Noé de Génesis 6:9. Según Alan Millard, "Ningún texto babilónico proporciona un paralelismo tan próximo al Génesis como lo hace la historia de la inundación de Gilgamesh XI". Michael Coogan menciona las siguientes similitudes:: 56–57 
Ambas leyendas comienzan con un dios enfureciéndose con la humanidad. En la Epopeya de Gilgamesh, Enlil se molestó tanto por el ruido de la humanidad que decidió exterminarlas con una inundación. En el Génesis, Yahvé decide exterminar a la humanidad con una inundación por la malicia de la humanidad (Génesis 6:5-7).
En ambas leyendas, un dios avisa al hombre de la inundación para que él y su familia puedan salvarse. En la Epopeya de Gilgamesh, el dios Ea/Enki disiente con el plan de Enki y avisa a un hombre llamado Utnapishtim. En el Génesis, Yahvé avisa a Noé porque es "justo", "irreprochable" y "caminó fielmente con Dios" (Génesis 6:9).
En ambas leyendas, el dios le cuenta al hombre que construya un barco, dándole instrucciones específicas de cómo construirlo y les avisa que se lleve a su familia y todo tipo de animales a bordo:
| Epopeya de Gilgamesh | Génesis |
| --- | --- |
| Cuantos seres vivos tenía [cargué] en él. Toda mi familia y parentela hice subir al barco. Las bestias de los campos, las salvajes criaturas de los campos, (Epopeya de Gilgamesh, Tablilla XI) | ... En este mismo día entraron Noé, y Sem, Cam y Jafet hijos de Noé, la mujer de Noé, y las tres mujeres de sus hijos, con él en el arca; ellos, y todos los animales silvestres según sus especies, y todos los animales domesticados según sus especies, y todo reptil que se arrastra sobre la tierra según su especie, y toda ave según su especie, y todo pájaro de toda especie.... (Génesis 7:13-14)) |

En ambas historias, cuando termina la tormenta, el hombre libera una paloma y un cuervo para saber si ha vuelto a aparecer la tierra firme:
| Epopeya de Gilgamesh | Génesis |
| --- | --- |
| Envié y solté una paloma. La paloma se fue, pero regresó; Puesto que no había descansadero visible, volvió. Entonces envié y solté una golondrina. (150) La golondrina se fue, pero regresó; Puesto que no había descansadero visible, volvió. Después envié y solté un cuervo. Gn 8,7 El cuervo se fue y, viendo que las aguas habían disminuido, Come, se cierne, grazna y no regresa. (Epopeya de Gilgamesh, Tablilla XI) | Sucedió que al cabo de cuarenta días abrió Noé la ventana del arca que había hecho, y envió un cuervo, el cual salió, y estuvo yendo y volviendo hasta que las aguas se secaron sobre la tierra. Envió también de sí una paloma, para ver si las aguas se habían retirado de sobre la faz de la tierra. Y no halló la paloma donde sentar la planta de su pie, y volvió a él al arca, porque las aguas estaban aún sobre la faz de toda la tierra. Entonces él extendió su mano, y tomándola, la hizo entrar consigo en el arca. Esperó aún otros siete días, y volvió a enviar la paloma fuera del arca. Y la paloma volvió a él a la hora de la tarde; y he aquí que traía una hoja de olivo en el pico; y entendió Noé que las aguas se habían retirado de sobre la tierra. Y esperó aún otros siete días, y envió la paloma, la cual no volvió ya más a él. (Génesis 8:6-12) |

Cuando el diluvio termina, el barco reposa sobre la cumbre de una montaña y el hombre hace una ofrenda a su dios(es):
| Epopeya de Gilgamesh | Génesis |
| --- | --- |
| ) En el monte Nisir el barco se detuvo. El monte Nisir mantuvo sujeta la nave, Impidiéndole el movimiento, [...] Entonces dejé salir (todo) a los cuatro vientos Y ofrecí un sacrificio. Vertí una libación en la cima del monte. [...] Los dioses se apiñaron como moscas en torno al sacrificante. (Epopeya de Gilgamesh, Tablilla XI) | ... reposó el arca en el mes séptimo, a los diecisiete días del mes, sobre los montes de Ararat. [...] Y edificó Noé un altar a Yahvé, y tomó de todo animal limpio y de toda ave limpia, y ofreció holocausto en el altar. Y percibió Yahvé olor grato; y dijo Yahvé en su corazón: No volveré más a maldecir la tierra por causa del hombre; porque el intento del corazón del hombre es malo desde su juventud; ni volveré más a destruir todo ser viviente, como he hecho. (Génesis 8:4 y Génesis 8:20-21) |

Al final de la historia de Utnapishtim, él y su esposa obtienen la inmortalidad de los dioses y se los envía para que habiten un paraíso lejano. En el final de la leyenda de Noé, él y su familia reciben la Alianza del Arco Iris —la promesa de Yahvé de no destruir nunca más a la humanidad con una inundación (Génesis 9:12-16).

## Emesh y Enten, Caín y Abel
La leyenda sumeria de Emesh y Enten y la leyenda bíblica de Caín y Abel comparten varios puntos en común. Samuel Noah Kramer llamó a la leyenda de Emesh y Enten: "el paralelismo sumerio existente más cercano a la historia bíblica de Caín y Abel". La leyenda de Emesh y Enten se encuentra en tablillas de arcilla del tercer milenio antes de Cristo., mientras que la fuente más antigua de la Biblia hebrea se considera haber sido escrita durante el siglo VI a. C.
En la leyenda sumeria, el dios Enlil copula con la Tierra, que da a luz a dos hijos llamados Emesh y Enten. Emesh es la personificación del verano y Enten es la personificación del invierno. Cada hermano trae una ofrenda a Enlil, pero Enten se enfada con Emesh y comienzan a pelearse. En el Génesis, Adán copula con Eva, quien da a luz a dos hijos llamados Caín y Abel. Caín trabajó la tierra y Abel pastoreaba las ovejas. Cada hermano le llevó ofrendas a Yahvé. Yahvé miró favorablemente a las ofrendas de Abel pero no las de Caín, por lo que este se enfadó (Génesis 4:1-5).
Sin embargo, aquí terminan las similitudes. En la leyenda sumeria, Enlil interviene y declara a Enten el ganador del debate. Emesh acepta el juicio de Emesh y los hermanos se reconcilian. En el Génesis, Caín asesina a su hermano Abel (Génesis 4:8).

## Dioses

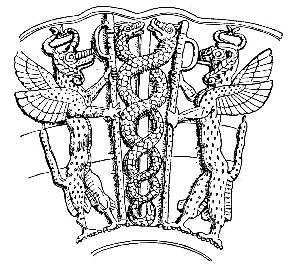
El dios sumerio Ningizzida acompañado de dos grifos. Es la imagen más antigua conocida de dos serpientes enroscadas en torno a una vara axial, fechándose antes del 2000 a. C. (Véase caduceo).

La principal deidad sumeria era Enlil, Señor del Viento. Enlil juró lealtad nominal a su padre Anu/Cielo, pero fuera del sur de Mesopotamia fue gradualmente volviéndose más importante, evolucionando al estado de rey de los dioses. En Canaán, Enlil era conocido como El, el padre del panteón completo de dioses.
En Atrahasis, el jefe de los dioses, Enlil (conocido como Ellil en Acadio) fue encarado por una revuelta de dioses menores, que hicieron que creara a los humanos como sirvientes. Sin embargo, tras varios siglos los humanos que había creado se convirtieron en una molestia. Finalmente, Enlil desató una inundación devastadora para reducir la población humana.
En el segundo verso del Génesis, se dice que Dios, quien es llamado Elohim (literalmente el plural "Dioses") en hebreo, se desplaza sobre la superficie de las aguas. La descripción de Dios y el uso del nombre Elohim revelan la influencia del dios mesopotámico.
La tierra era un caos total, las tinieblas cubrían el abismo, y el Espíritu de Dios iba y venía sobre la superficie de las aguas. (Génesis 1:2)
Este espíritu (o "viento", ruah hebreo) moviéndose sobre las aguas se equipara con el viento del dios de la tormenta Marduk mencionado en el Enûma Eliš, y también se compara directamente con la mitología de Enlil, quien solo se hacía visible con los rastros de su paso como las ondas en el agua.
Ningishzida era una deidad serpiente mesopotámica asociada con el inframundo. Solía representarse envuelta de forma protectora alrededor de un árbol, actuando como guardián. Thorkild Jacobsen interpreta este nombre en sumerio como "señor del buen árbol".
A pesar de las similitudes entre el Génesis y el Enûma Eliš, también hay diferencias significativas. La más notables es la ausencia en el Génesis del "luchador divino" (el dios lucha con Tiamat) que asegura la posición de Marduk como rey del mundo, pero incluso esto es un paralelismo de la afirmación del reinado de Yahvé sobre la creación en lugares como Salmos 29 y Salmos 93, donde se le muestra entronizado sobre las aguas e Isaías 27:1: "En aquel día el Señor castigará a Leviatán, la serpiente huidiza, a Leviatán, la serpiente tortuosa. Con su espada violenta, grande y poderosa, matará al Dragón que está en el mar". Por lo que este relato de creación puede verse como un préstamo o historización del mito mesopotámico o, en contraste, puede verse como una repudia a las ideas mesopotámicas sobre los orígenes y humanidad.